# Vallfornès
Vallfornès és una masia del municipi de Tagamanent (Vallès Oriental) declarada bé cultural d'interès nacional.

## Descripció
És un edifici de caràcter senyorial format per tres cossos. El principal és estret, de planta i de dos pisos, eixamplat posteriorment. Seguint la façana pel cantó nord, un cos més petit amb porta adovellada. A l'extrem sud del conjunt hi ha restes de la capella semicircular, en ruïnes. A la part central de la façana les portes i finestres són motllurades a la part central; hi ha un rellotge de sol. Envolta la casa un gran mur i un portal de 1915, de tipus modernista. A la façana, hi ha un escut dels comtes de Peralada.

## Història
És un antic casal documentat des de 1009. L'actual edificació fou construïda a la fi del segle xvi pels senyors de Tagamanent de la branca de Rocabertí. El seu escut es veu al sector més antic del casal, i consta d'una làpida de marbre situada a la capella, ara en ruïnes, on hi diu que la casa fou edificada pel senyor de Tagamanent i restaurada el 1610 pel seu fill Dalmau de Rocabertí, de la família vescomtal de Perelada: "Dalmacius de Rocaberti dominus castri de Tagamanent et de Vallfornes quatenus est sita in termino castri de Tagamanent ex familia comitum Petralate et vicecomitum de Rocabarti.. ab ore regis Philipi Tertii hispaniarum et indiarum regis hec edifici a patre .. a fundamentis erecta am liavit et decoravit anno 1610".